# Zoboomafoo
 (septembre 2014).
Zoboomafoo est une série télévisée américano-canadienne destinée principalement aux enfants, en 65 épisodes de 25 minutes créée par les frères Kratt, produite par MPT et Cinar, et diffusée entre le 25 janvier 1999 et le 7 juin 2001 dans PBS Kids sur le réseau PBS et au Canada sur TVOntario.
Il s'agissait de la toute première série de PBS Kids sur les animaux sauvages destinée aux enfants d'âge préscolaire. La série se maintient depuis son démarrage constamment au rang des six émissions les plus populaires de PBS Kids[réf. nécessaire].
Au Québec, elle a été diffusée à partir du 18 septembre 2001 à Télé-Québec,.

## Synopsis
Cette série met en scène les frères Chris et Martin Kratt habitant une grande cabane dans la forêt nommée « le carrefour des animaux ». Chaque jour un thème est choisi et les animaux regroupés seront liés par ce dernier. Dans ce carrefour où tous les animaux se croisent et se recroisent, quelques personnages sont récurrents :
- les frères Kratt : Chris et Martin Kratt ;
- Zoboomafoo, un lémurien joué le plus souvent par une marionnette ou par Jovian, un véritable lémur ;
- les amis de Zoboo, des animaux imaginaires qui apparaissent en pâte à modeler dans le monde imaginaire de Zoboo (zobooland) et en figurine dans la réalité.

## Martin et Chris Kratt
Martin et Chris Kratt sont deux frères nés à Warren Township, New Jersey (États-Unis). L'aîné, Martin, est né le 23 décembre 1965. Le second, Chris, est né le 19 juin 1969. Le premier est zoologiste et le second biologiste. Ils vont à la rencontre des animaux sauvages qu'ils filment, créant ainsi un mélange de savoir et de compétences complémentaires.
Les deux frères mettent alors leurs « secteurs » en commun, ainsi que leur amour pour la nature et les animaux afin d'innover dans cette émission tirée des reportages réalisés sur les cinq continents.

## Parties
- Description très approfondie des animaux.
- Anecdotes et petites histoires sur Zobooland (en argile).
- Chansons.
- Aventures sur le terrain afin de découvrir les différentes niches écologiques, mélangeant de petites enquêtes.
- Petites séquences avec des enfants.
- Informations par Jackie (une petite fille).

## Fiche technique
- Production : Chris Kratt, Martin Kratt, Leo Eaton
- Sociétés de production : Cinar, PBS, Kratt Brothers Company
- Pays :  Canada,  États-Unis
- Voix : Gord Robertson (Zoboomafoo), Chris Kratt, Martin Kratt
- Genre : Nature / Comédie
- Durée : 30 minutes
- Première diffusion : 1999 sur PBS

## Distribution
- Chris Kratt (VQ : Gilbert Lachance) : lui-même
- Martin Kratt (VQ : Sébastien Dhavernas) : lui-même
- Gord Robertson (VQ : François Sasseville) : Zoboomafoo (voix)
- Jovian : Zoboomafoo
- Samantha Tolkacz (VQ : Geneviève Déry) : Jackie (saison 1)
- Genevieve Farrell (VQ : Stéfanie Dolan) : Amy (saison 2)

 Source et légende : version québécoise (VQ) sur Doublage.qc.ca

## Récompenses et distinctions
Cette émission fut récompensée par :
- Daytime Emmy Award, États-Unis, 2001
- Médaille d'or, Parent's choice Awards, 2001
- Médaille d'argent, Parent's choice Awards, 2000